# Ebbe Hamerik
Ebbe Hamerik (né le 5 septembre 1898 à Frederiksberg – mort le 12 août 1951 dans le Cattégat) est un compositeur danois ainsi que chef d’orchestre, fils du compositeur Asger Hamerik et de la compositrice Margaret Hamerik.
Il dirigera l’orchestre de la Musikforening de Copenhague après le départ de Carl Nielsen. Parmi ses compositions, on peut noter cinq belles symphonies, intitulées «Cantus firmus», ainsi que les opéras suivants: 
- Stepan (1922)
- Leonardo da Vinci: 4 Scener af hans Liv (1930)
- Marie Grubbe, inspiré par la vie de Marie Grubbe (1940)
- Rejsekammeraten (1943)
- Drømmerne (1949)

## Sources
- Niels Schiørring: Musikkens historie i Danmark (1978)
- Eva Hvidt, Ebbe Hamerik, Multivers, 140 pages (2024)